# 漏斗 (頭足類)

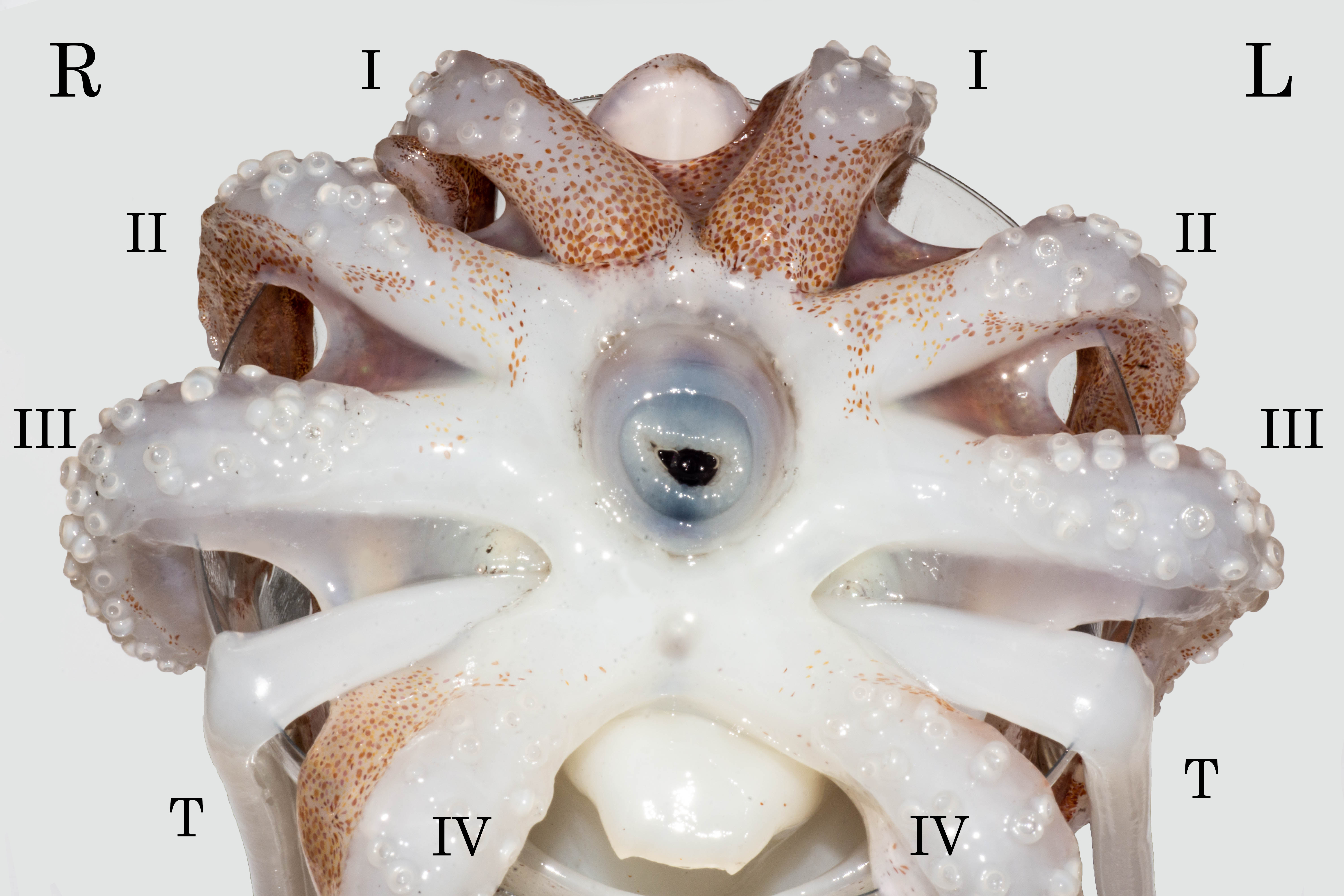
ウスベニコウイカ を口側から見た写真。
写真の上が背面、下が腹面。
中央部が口で、上部の出っ張りは貝殻の前端、下部の出っ張りは漏斗。

漏斗（ろうと、hyponome）は、イカ、タコなどの頭足類において、移動のために用いられる器官。筋肉のじょうご、あるいは水を出す鞴のようなものである。漏斗は拡張し、それから縮み、水を噴射させる。このジェット水流によって、頭足類は、任意の後方に進むことができる。
タコやイカのような他の頭足類では、漏斗はほぼ筒状であり、筋肉の管と言える。ところが、オウムガイ類では、筋肉が折りたたまれたような形をしている。これはアンモナイトでも同様である。
| サブスタブ | この項目は、まだ閲覧者の調べものの参照としては役立たない、書きかけの項目です。この項目を加筆・訂正などしてくださる協力者を求めています。このテンプレートは分野別のサブスタブテンプレートやスタブテンプレート（Wikipedia:分野別のスタブテンプレート参照）に変更することが望まれています。 |